# RIS

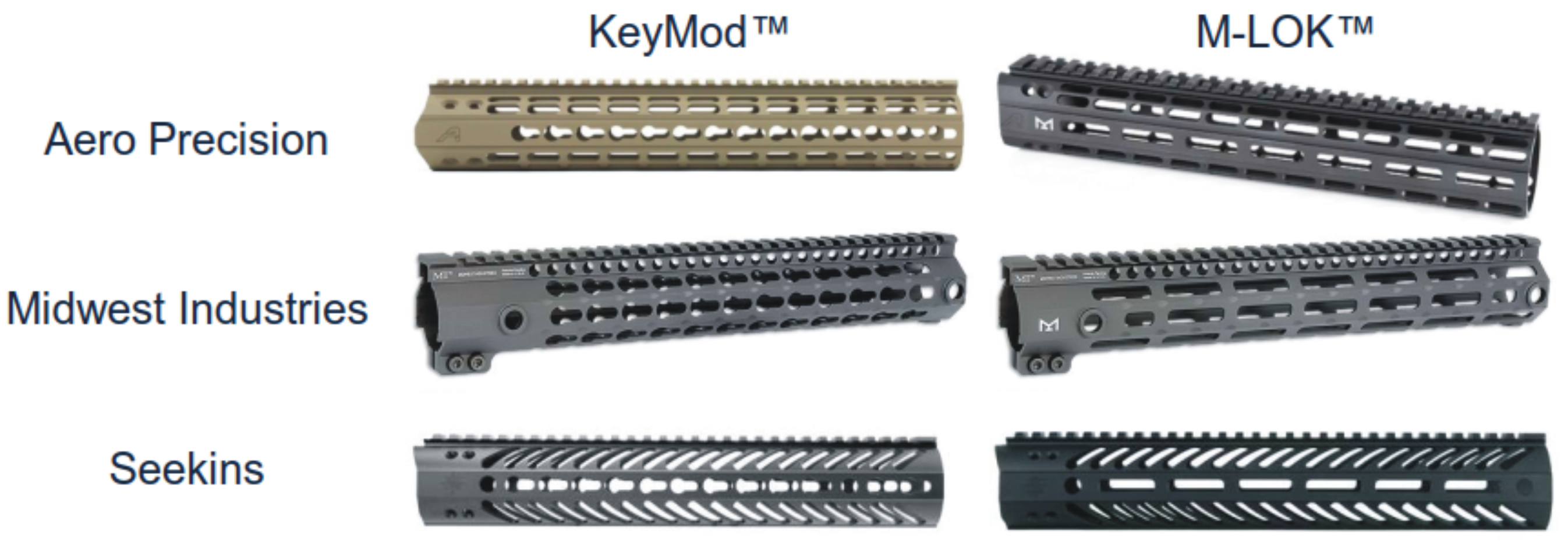
Łoże przednie z systemem RIS

RIS (ang. Rail Interface System) – współcześnie popularny system mocowania dodatkowych akcesoriów w broni strzeleckiej. Umożliwia montaż np. celowników optycznych, kolimatorowych, noktowizyjnych, oświetlenia taktycznego, laserowych wskaźników celu, dwójnogów i uchwytów pionowych i składanych oraz innych akcesoriów.